# 黄金の心
『黄金の心』（おうごんのこころ、Corazón de oro）は、1928年にフランシスコ・カナロが作曲したバルス・タンゴ（アルゼンチンの民族音楽としてのワルツ）の曲。

## 概要
元々は2拍子のタンゴの曲だったが、3拍子のワルツに変えられた。フランシスコ・カナロ楽団の演奏で知られる。
ヘスス・フェルナンデス・ブランコ（Jesús Fernández Blanco）による歌詞がついているが、歌詞なしで演奏されることもしばしである。